# Centro Total de Entretenimiento Cachamay
El Centro Total de Entretenimiento Cachamay es un estadio multipropósito, localizado en la localidad de Puerto Ordaz, Ciudad Guayana, estado Bolívar, Venezuela. 
El Estadio Gino Scaringella fue inaugurado inicialmente en 1980, después fue llamado Polideportivo Cachamay en 1990 durante su primera ampliación en ese mismo año, y posteriormente fue sometido a una segunda ampliación, modernización y remodelación durante los años 2006-2007, que implicó la demolición de algunas de sus partes y rediseño de su estructura al punto de duplicar su capacidad anterior a 2006, por ser una de las 9 sedes de la Copa América 2007, año en que fue reinaugurado como CTE Cachamay. 
Está enclavado en terrenos con paisajes naturales, rodeado por el caudaloso río Caroní y las cascadas del Parque Cachamay. El recinto deportivo es administrado por la Fundación Cachamay, siendo localía para los equipo de fútbol Asociación Civil Club Deportivo Mineros de Guayana y Fundación AIFI

## Historia

### Estadio Gino Scaringella
Inicialmente el estadio Gino Scaringella fue construido en 1980 y solamente poseía la tribuna principal, El escenario se llamó al principio Gino Scaringella por la memoria de ese ilustre hombre, quien fue un árbitro y dirigente de ascendencia italiana que promovió la formación de los equipos de futbol que hubo en la región, trágicamente perdió la vida pitando un partido de fútbol amateur en sus terrenos, años antes de que fuera colocada la primera piedra. Años después se vio la necesidad de construir un sitio donde se pudiera celebrar y desarrollar el deporte de la región de manera adecuada, la Corporación Venezolana de Guayana inició en el año 1988 la construcción de un polideportivo en la misma zona del estadio.

### Polideportivo Cachamay

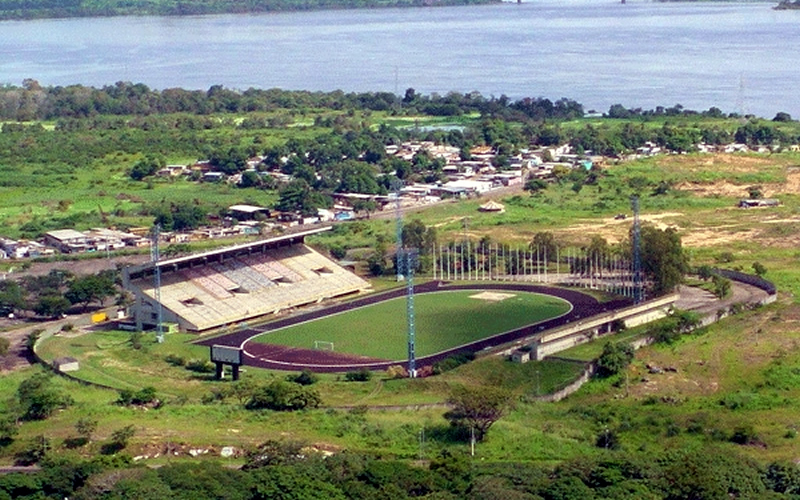
Antiguo Polideportivo Cachamay.

La primera remodelación de este escenario se efectuó en 1990, emprendida por el entonces presidente de la Corporación Venezolana de Guayana (CVG), Leopoldo Sucre Figarella, fue motivada por el título de Mineros de Guayana en la liga 88-89 y la efervescente organización de los Juegos Interempresas, la justa deportiva laboral más concurrida del país. Aquella remodelación consistió en la ampliación de la tribuna principal, la construcción de la tribuna popular y un marcador electrónico, cuya capacidad del escenario aumentó a 16.000 personas. Fue la prensa regional quien lo llamó Polideportivo Cachamay, debido a su cercanía con el Parque Cachamay, calando la palabra en la colectividad general de tal forma, que actualmente no sabe o no recuerda el nombre original del escenario. Los logos de las empresas de la CVG en el respaldo de su tribuna principal, estructura vigente hasta hoy, dan la bienvenida.
En los espacios interiores del Polideportivo Cachamay funcionaban CVGFundeporte, el ente encargado de motorizar el deporte laboral, las asociaciones  de fútbol y atletismo del Estado Bolívar, un gimnasio público, escuelas deportivas de ajedrez, artes marciales, grupos de danzas y aerobics, permanentes torneos de juegos de mesa, cursos técnicos de diferentes disciplinas y materias afines con el deporte. Incluso se realizaban operativos de salud y cedulación, y hasta planes vacacionales gratuitos para los niños humildes de las comunidades cercanas.

### Centro Total de Entretenimiento Cachamay

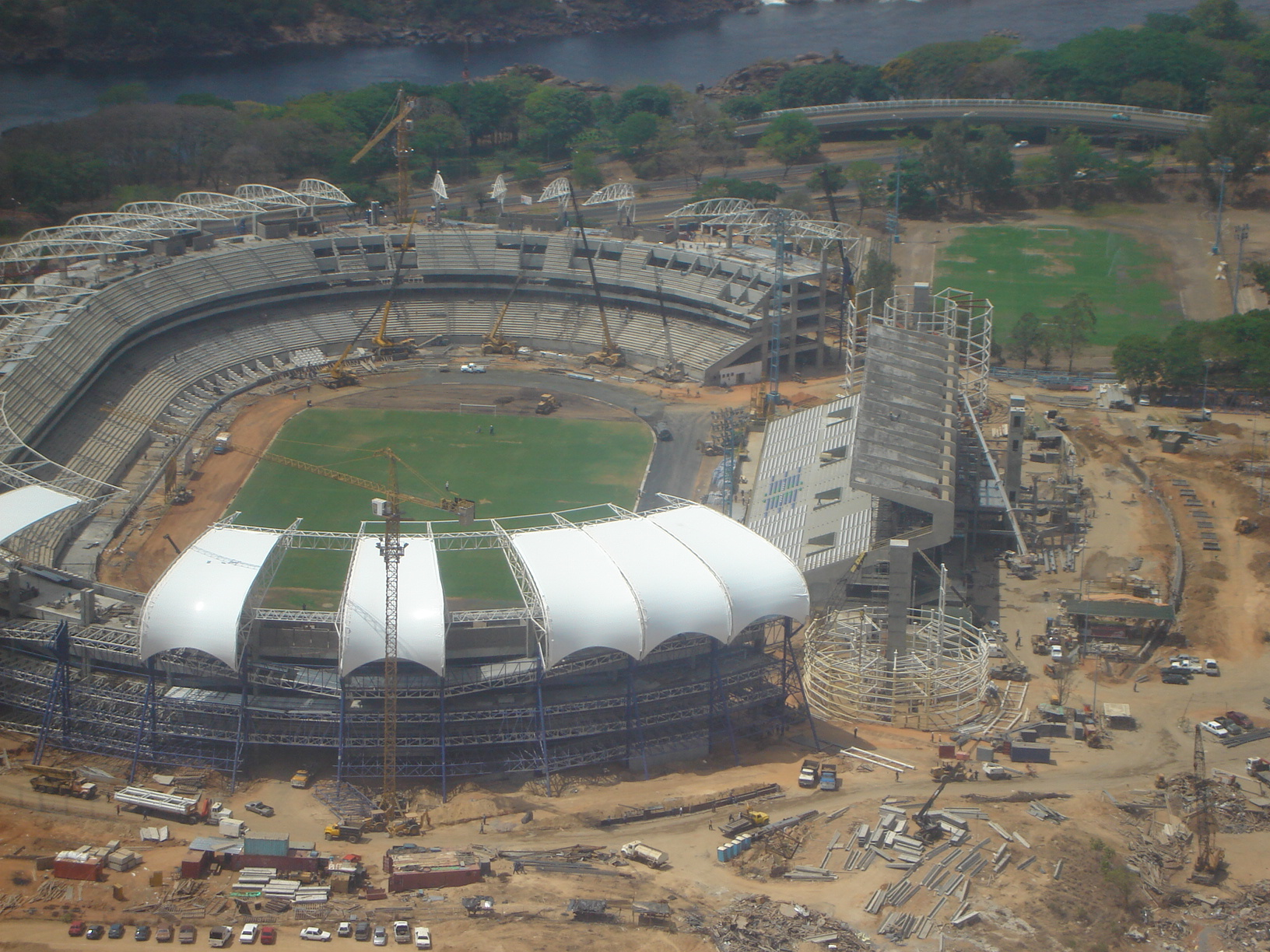
Reconstrucción del CTE Cachamay, en 2007.

El estadio fue elegido como sub-sede para la realización de juegos de la Copa América Venezuela 2007, lo que obligó a que fueran realizados trabajos de ampliación y remodelación. Debido a esto, la Corporación Venezolana de Guayana hizo entrega de los terrenos del estadio a la Gobernación del Estado Bolívar, mediante un comodato de 25 años de duración.
La empresa encarga de la remodelación del Polideportivo Cachamay fue la constructora mexicana ICA, responsable de haber realizado más de 20 estadios en México y América Latina, entre los que se destaca el Estadio Azteca. Los trabajos fueron iniciados a mediados del mes de abril de 2006, en los cuales se realizó la demolición de la antigua tribuna popular, montaje de las nuevas tribunas y palcos, reconstrucción de la tribuna principal, oficinas administrativas, áreas de prensa y camerinos, mantenimiento a áreas verdes aledañas y la construcción de plazas, accesos y estacionamientos. Los materiales utilizados para la reconstrucción fueron concreto armado y estructuras metálicas; para la realización del techo del estadio, se empleó una cubierta de lona vinílico-plástica.
A pesar de la magnitud del trabajo civil realizado, el engramado original no sufrió ningún tipo de cambios, solamente recibió algunas mejoras para asegurar su calidad.
Después de realizarse su ampliación y remodelación completa, el estadio fue reinaugurado el 22 de junio de 2007 bajo el nombre de Centro Total de Entretenimiento Cachamay. La ceremonia estuvo enmarcada en un show sin precedentes de fuegos artificiales, luces, presentaciones de artistas nacionales, la Orquesta Sinfónica de Ciudad Guayana y comparsas alusivas a las tradiciones, música y gentilicio del pueblo guayanés. Seguidamente, la Gobernación del Estado Bolívar hizo entrega del recinto a la Fundación Cachamay, con la idea de velar y garantizar el sostenimiento de la obra en el tiempo.
El primer gol marcado luego de su reinauguración, fue realizado el 27 de junio de 2007, en el partido que enfrentó a las selecciones de fútbol de Ecuador y Chile, durante la Copa América Venezuela 2007. El tanto fue ejecutado por el centrocampista ecuatoriano Luis Antonio Valencia a los 16 minutos del primer tiempo.

## Instalaciones
Por el hecho de ser una de las sub-sedes de la Copa América 2007, el gobierno venezolano, mediante la Gobernación del Estado Bolívar, la Corporación Venezolana de Guayana (CVG) y el Instituto Nacional de Deportes (IND), invirtió más de 220 millardos de Bolívares para su ampliación y remodelación, transformándose en un escenario deportivo de primer nivel. Sus áreas deportivas cumplen con todas las normativas internacionales de la FIFA y la CONMEBOL para partidos de fútbol a nivel internacional.

### Capacidad

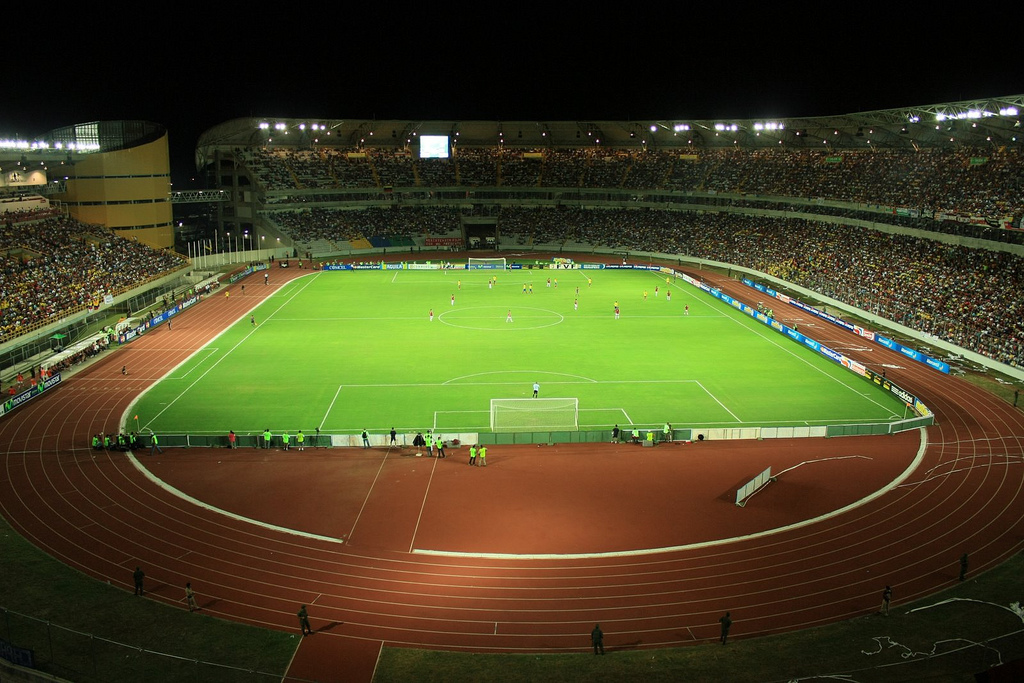
Vista nocturna del Estadio Cachamay.

- Aforo Total: 45 600 espectadores (Aproximadamente).
- Tribuna Principal: 4125 espectadores, discriminado en 3553 sillas y 572 butacas de cuero.
- Tribuna Popular: 39 473 espectadores, dividida en 3 sectores, nivel A: 18 731 sillas, nivel B: 9523 sillas y nivel C: 9219 respectivamente.
- Palco de Autoridades: 448 personas. Cuenta con butacas de cuero, aire acondicionado, conexión a Internet vía WIFI, sanitarios, sala de reuniones, y ascensor privado. Se encuentra ubicado en la Tribuna Principal.
- Palcos Generales: 154 palcos, con capacidades de 9 a 24 personas, poseen acceso y estacionamiento preferencial, butacas, baño privado, piso de madera, sonido, aire acondicionado y ventanas panorámicas corredizas. Se encuentran ubicados en nivel central de la Tribuna Popular.

### Accesos
- Cilindros de Circulación: 2 bloques circulares de acceso, de 10.703 m², con elevador para 25 personas. Sirven para comunicar la Tribuna Principal con el resto del estadio.
- Rampas: 8 a nivel de planta baja, de 8 metros de ancho, con capacidad para 15 personas.
- Niveles: Orinoco,  nivel de planta baja, donde se ubica parte del área comercial; Caroní, desde él se accede a la Tribuna A; Caura, da acceso a la zona de Palcos Generales, ubicados en el sector intermedio y Paragua, con el cual se accede al sector superior del estadio, Tribunas B y C. Los nombres de los niveles del estadio son en honor a los ríos más importantes del estado Bolívar.
- Estacionamientos: 5 estacionamientos que abarcan un área de 186.233 m², con capacidad para aproximadamente 5000 vehículos. El estacionamiento A está destinado a la prensa; los estacionamientos B, C, D y E están destinados para su uso por parte del público en general.

### Áreas deportivas
El recinto deportivo posee una cancha principal de 105 x 70 m, así como un campo alterno denominado Cachamaicito de 80 x 45 m. El engramado principal está bordeado por una pista atlética sintética de caucho vulcanizado de 8 carriles, que cuenta con el aval de la IAAF para competencias internacionales de alto nivel. Adicionalmente, posee zonas bajo techo para el calentamiento de los jugadores, un gimnasio cubierto y canchas para la práctica de voleibol, baloncesto y softbol.

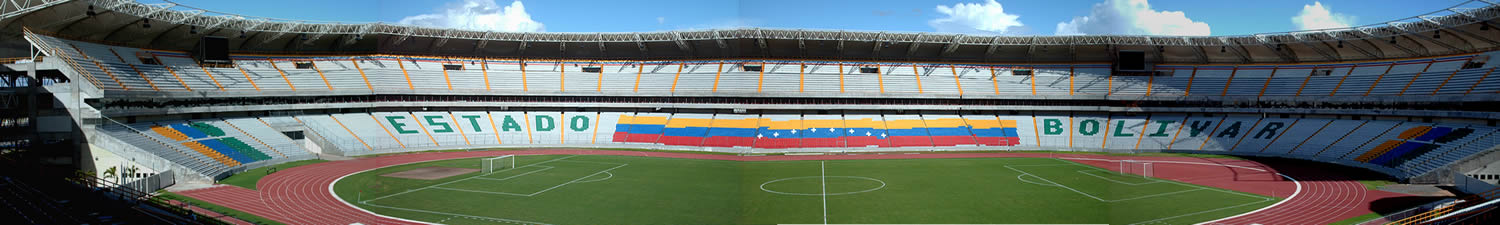
Panorámica de la Tribuna Popular

### Tecnología
El estadio posee un sistema de sonido envolvente y de seguridad que abarca todas sus instalaciones, así como un sistema de iluminación tipo Arena de 210 lámparas de 200W de intensidad cada una, estando por encima de los requerimientos de la FIFA para las transmisiones nocturnas de partidos internacionales. En la zona norte y sureste de la Tribuna Popular están ubicadas las pantallas a color de alta resolución de 42 m², similares a las utilizadas en algunos estadios de Europa. La lonaria ubicada en el techo del complejo deportivo, es iluminada por un sistema de luces, que cambian de colores durante los juegos nocturnos.

### Estancias
El conjunto deportivo posee 4 camerinos con área de masajes, vestidores, duchas y sanitarios, 2 vestidores con sala de trabajo para directores técnicos, 2 camerinos para árbitros, zona de servicios médicos, enfermería, sala para pruebas antidopaje, así como también, las oficinas administrativas, una oficina para la CONMEBOL y un auditorio con capacidad para 110 personas.
La sala de prensa del estadio soporta 170 puestos de trabajo con conexión a Internet y conexión inalámbrica, así como un salón de entrevistas para 40 periodistas, 54 cabinas para radio, 10 cabinas para televisión, 300 puestos de trabajo con mesas plegables en la Tribuna Principal, 2 salas de reporteros gráficos con acceso directo al campo y una sala de descanso para 140 periodistas.

## Eventos

### Copa América 2007
| Fecha                | Fase      | Equipo  |                    | Resultado |                      | Equipo    | Espectadores |
| -------------------- | --------- | ------- | ------------------ | --------- | -------------------- | --------- | ------------ |
| 27 de junio del 2007 | Grupo B   | Ecuador | Bandera de Ecuador | 2 - 3     | Bandera de Chile     | Chile     | 41.600       |
| 27 de junio del 2007 | Grupo B   | Brasil  | Bandera de Brasil  | 0 - 2     | Bandera de México    | México    | 41.600       |
| 11 de julio del 2007 | Semifinal | México  | Bandera de México  | 0 - 3     | Bandera de Argentina | Argentina | 42.000       |

### Campeonato Sudamericano Sub-20 de 1991
| Fecha                  | Fase        | Equipo    |                      | Resultado |                      | Equipo    | Espectadores |
| ---------------------- | ----------- | --------- | -------------------- | --------- | -------------------- | --------- | ------------ |
| 1 de febrero del 1991  | Grupo B     | Uruguay   | Bandera de Uruguay   | 3 - 0     | Bandera de Paraguay  | Paraguay  | s/d          |
| 1 de febrero del 1991  | Grupo B     | Venezuela | Bandera de Venezuela | 2 - 1     | Bandera de Perú      | Perú      | s/d          |
| 3 de febrero del 1991  | Grupo B     | Uruguay   | Bandera de Uruguay   | 1 - 1     | Bandera de Perú      | Perú      | s/d          |
| 3 de febrero del 1991  | Grupo B     | Ecuador   | Bandera de Ecuador   | 4 - 3     | Bandera de Venezuela | Venezuela | s/d          |
| 5 de febrero del 1991  | Grupo B     | Perú      | Bandera de Perú      | 0 - 0     | Bandera de Ecuador   | Ecuador   | s/d          |
| 5 de febrero del 1991  | Grupo B     | Paraguay  | Bandera de Paraguay  | 7 - 1     | Bandera de Venezuela | Venezuela | s/d          |
| 7 de febrero del 1991  | Grupo B     | Paraguay  | Bandera de Paraguay  | 5 - 2     | Bandera de Perú      | Perú      | s/d          |
| 7 de febrero del 1991  | Grupo B     | Uruguay   | Bandera de Uruguay   | 1 - 1     | Bandera de Ecuador   | Ecuador   | s/d          |
| 9 de febrero del 1991  | Grupo B     | Uruguay   | Bandera de Uruguay   | 5 - 1     | Bandera de Venezuela | Venezuela | s/d          |
| 9 de febrero del 1991  | Grupo B     | Paraguay  | Bandera de Paraguay  | 2 - 1     | Bandera de Ecuador   | Ecuador   | s/d          |
| 13 de febrero del 1991 | Ronda Final | Brasil    | Bandera de Brasil    | 0 - 0     | Bandera de Uruguay   | Uruguay   | s/d          |
| 13 de febrero del 1991 | Ronda Final | Argentina | Bandera de Argentina | 3 - 2     | Bandera de Paraguay  | Paraguay  | s/d          |
| 15 de febrero del 1991 | Ronda Final | Brasil    | Bandera de Brasil    | 1 - 1     | Bandera de Argentina | Argentina | s/d          |
| 15 de febrero del 1991 | Ronda Final | Uruguay   | Bandera de Uruguay   | 2 - 1     | Bandera de Paraguay  | Paraguay  | s/d          |
| 17 de febrero del 1991 | Ronda Final | Argentina | Bandera de Argentina | 1 - 1     | Bandera de Uruguay   | Uruguay   | s/d          |
| 15 de febrero del 1991 | Ronda Final | Brasil    | Bandera de Brasil    | 3 - 1     | Bandera de Paraguay  | Paraguay  | s/d          |

### Campeonato Sudamericano de Fútbol Sub-20 de 2009
| Fecha                | Fase        | Equipo    |                      | Resultado |                     | Equipo   | Espectadores |
| -------------------- | ----------- | --------- | -------------------- | --------- | ------------------- | -------- | ------------ |
| 20 de enero del 2009 | Grupo B     | Bolivia   | Bandera de Bolivia   | 0 - 2     | Bandera de Uruguay  | Uruguay  | 7.000        |
| 20 de enero del 2009 | Grupo B     | Brasil    | Bandera de Brasil    | 1 - 1     | Bandera de Paraguay | Paraguay | 15.000       |
| 22 de enero del 2009 | Grupo B     | Uruguay   | Bandera de Uruguay   | 3 - 2     | Bandera de Chile    | Chile    | 3.000        |
| 22 de enero del 2009 | Grupo B     | Brasil    | Bandera de Brasil    | 2 - 1     | Bandera de Bolivia  | Bolivia  | 7.000        |
| 24 de enero del 2009 | Grupo B     | Chile     | Bandera de Chile     | 2 - 0     | Bandera de Bolivia  | Bolivia  | 2.000        |
| 24 de enero del 2009 | Grupo B     | Paraguay  | Bandera de Paraguay  | 2 - 4     | Bandera de Uruguay  | Uruguay  | 5.000        |
| 26 de enero del 2009 | Grupo B     | Bolivia   | Bandera de Bolivia   | 1 - 5     | Bandera de Paraguay | Paraguay | 1.000        |
| 26 de enero del 2009 | Grupo B     | Chile     | Bandera de Chile     | 0 - 2     | Bandera de Brasil   | Brasil   | 7.000        |
| 28 de enero del 2009 | Grupo B     | Paraguay  | Bandera de Paraguay  | 2 - 1     | Bandera de Chile    | Chile    | 4.000        |
| 28 de enero del 2009 | Grupo B     | Uruguay   | Bandera de Uruguay   | 3 - 2     | Bandera de Brasil   | Brasil   | 9.000        |
| 31 de enero del 2009 | Ronda Final | Argentina | Bandera de Argentina | 1 - 1     | Bandera de Paraguay | Paraguay | 3.000        |
| 31 de enero del 2009 | Ronda Final | Uruguay   | Bandera de Uruguay   | 2 - 3     | Bandera de Brasil   | Brasil   | 8.000        |

## Conciertos
| Fecha       | Artista                        | Tour/evento                                    |
| ----------- | ------------------------------ | ---------------------------------------------- |
| Mar 4 1994  | Franco de Vita                 |                                                |
| Jul 19 2008 | Wisin & Yandel y Olga Tañón    | Los Extraterrestres, Otra Dimension World Tour |
| Aug 22 2008 | Jesús Adrián Romero            |                                                |
| Oct 4 2008  | RBD y Oscar D'León             | Empezar desde cero Tour                        |
| Dec 13 2008 | Tito el Bambino y Daddy Yankee |                                                |
| Sep 26 2009 | Ricardo Arjona                 | Quinto Piso Tour                               |
| Jun 12 2012 | Romeo Santos                   | The King Stays King                            |
| Jun 31 2013 | Ricardo Arjona                 | Metamorfosis World Tour                        |